# Åmot
Åmot je obec v norském kraji Innlandet respektive v norském tradičním kraji Østlandet. Žije zde přibližně 4 200 obyvatel.
Åmot leží u ústí řeky Renaelvy do řeky Glommy, od čehož je odvozen jeho název (původně ve staré severštině doslova „setkání řek“). Na severu sousedí s Rendalenem, na východě s Trysilem, na jihu s Elverumem, na jihozápadě s Løtenem, Hamarem a Ringsakerem a na západě se Stor-Elvdalem. Správa obce sídlí ve vsi Rena.